# L'Imposteur (Plaute)
Pour les articles homonymes, voir L'Imposteur.
L'Imposteur (en latin Pseudolus) est une pièce de théâtre comique du dramaturge latin Titus Maccius Plautus (Plaute). Elle est l'un des plus anciens exemples de la littérature romaine. L'Imposteur a été jouée pour la première fois en 191 av. J.-C., pendant les Mégalésies.
C'est l'histoire de Calidore et de Phénicie. Phénicie est une esclave dont Calidore tombe amoureux. Ballium, le marchand d'esclaves, vend Phénicie à un soldat macédonien mais celui-ci ne donne pas tout l'argent d'un coup. Pseudolus, l'esclave du père de Calidore, trouve moyen de tromper Ballium et le soldat, afin que Calidore puisse acheter Phénicie.

## Personnages
Calidore : jeune homme, fils de Simon et amoureux de Phénicie.
Pseudolus : esclave rusé de Calidore et de Simon, petit et roux. Il s'engage auprès de Calidore à lui obtenir Phénicie, et parie auprès de Simon qu'il dupera Ballion et lui-même dans la journée.
Ballion : entremetteur qui possède Phénicie et est en train de la vendre à un soldat.
Phénicie : esclave de Ballion, qui n'a aucune envie d'être vendue à un soldat et préfère rester avec Calidore. Son rôle est mineur dans la pièce : elle n'apparaît que très peu et ne parle pas du tout (sauf, indirectement, par l'intermédiaire de tablettes, mais toute l'intrigue tourne autour de sa personne.
Simon : père de Calidore, dont l'attitude change radicalement : courroucé d’abord au plus haut degré contre l’esclave (Pseudolus) qui contribue à pervertir son fils, il en vient à faire contre lui une gageure et parie qu'il ne parviendra pas à prendre Phénicie des mains du soldat auquel elle est promise. 
Calliphon : vieillard ami de Simon, qui lui apprend l'amour de Calidore pour Phénicie et accepte d'aider Pseudolus.
Harpax : domestique du soldat qui achète Phénicie.

## Résumé
Calidore apprend par des tablettes écrites par Phénicie que celle-ci est destinée à être vendue à un soldat par Ballion et que, Calidore ne pourra plus la voir. Le jeune homme est au comble du désespoir :  le militaire a déjà payé 15 mines d'argent comptant à Ballion et lui doit encore cinq autres mines, qui seront remises à l'entremetteur par un esclave, avec une marque qui fera reconnaître l'identité du soldat. Calidore implore l'aide de son esclave Pseudolus, qui accepte. C'est le jour de l'anniversaire de Ballion, mais il refuse d'accorder son aide à Calidore et Pseudolus. Puis Pseudolus surprend Calliphon et Simon discutant à propos de Calidore, dont le père apprend qu'il aime Phénicie. Pseudolus vient vers Simon, qui a compris qu'il est venu pour lui soutirer de l'argent afin de racheter Phénicie. La discussion s'achève sur un défi : Pseudolus obtient que, s'il réussit à berner Simon et Ballion, Simon lui donnera l'argent.
Le valet du militaire, Harpax arrive chez Ballion qui est absent ; Pseudolus se fait passer pour un esclave de l'entremetteur et se fait remettre par Harpax la marque qui prouve qu'il est bien envoyé par le militaire en question. Toutefois, méfiant, le domestique n'entend donner l'argent qu'à Ballion lui-même.
Muni de la marque, Pseudolus rencontre de nouveau son maître Calidore, arrivé avec l'un de ses amis. Celui-ci lui offre l'argent manquant pour racheter Phénicie ainsi que les services d'un esclave, très doué et inconnu dans la ville, auquel Pseudolus attribue le rôle d'Harpax pour l'envoyer auprès de Ballion. Ainsi, le marchand livre Phénicie à l'esclave, qui la remet à Calidore. Ballion, mis au courant par Simon qu'une intrigue se tramait contre lui, fanfaronne auprès de lui, sûr d'avoir bien remis Phénicie à l'esclave du soldat qui l'avait achetée. Mais Simon n'est pas si sûr, et bientôt, le véritable Harpax leur rend visite : on découvre le mystère, et le vieux père est forcé de payer la somme qu’il avait gagée auprès de Pseudolus. D'ailleurs, il la récupère : il avait parié auprès de Ballion qu'il se ferait berner, et il a lui aussi gagné.